# Rachador
Rachador foi o primeiro grau dos membros da organização secreta de carácter político-religioso Carbonária Portuguesa.

## Origens
A origem do seu nome prende-se aos primordios da fundação da Carbonária enquanto associação secreta, que exerceu a sua principal actividade desde o fim do sec XVIII a meados do século XIX, os primeiros carbonários nas suas comunicações, usavam de expressões próprias dos ofícios porque eram denominados os seus membros em Itália (carbonari - carvoeiros) e, em França (fendeurs - lenhadores), assim ao primeiro grau dar-se o nome de Rachador seria natural já que era uma função conotada com os lenhadores.
Sendo o primeiro grau sabe-se que teria algum simbolismo, aliás todos os relatos de iniciação da Carbonária Portuguesa resumem-se a este primeiro grau, mas a sua função era mais operacional que de estudo do simbolismo, diverso do Aprendiz maçónico, a sua iniciação efectuavam-se normalmente nas Choças.
Podemos afirmar com muita segurança que mais de 90% dos membros desta organização eram deste grau, até porque eram a base da organização, sendo os seus soldados e eram os membros que integravam e compunham os Canteiros no qual se conheciam pessoalmente a todos, não conhecendo os membros da Carbonária Portuguesa mais do que estes cinco homens como membros da organização (pois nos outros órgãos apresentavam-se sempre todos de capuz tendencialmente negro ou com a cara mascarrada de carvão), o que tornava assim difícil a descoberta dos chefes, os quais todavia conheciam os seus homens, também frequentariam as Choças.
O grau seguinte na estrutura da Carbonária Portuguesa era o de Carvoeiro.